# Елліотт (Айова)
Елліотт (англ. Elliott) — місто (англ. city) в США, в окрузі Монтгомері штату Айова. Населення — 338 осіб (2020).

## Географія
Елліотт розташований за координатами 41°8′58″ пн. ш. 95°9′46″ зх. д. / 41.14944° пн. ш. 95.16278° зх. д. (41.149367, -95.162865).  За даними Бюро перепису населення США в 2010 році місто мало площу 1,08 км², уся площа — суходіл.

## Демографія
Згідно з переписом 2010 року, у місті мешкало 350 осіб у 147 домогосподарствах у складі 95 родин. Густота населення становила 324 особи/км².  Було 168 помешкань (156/км²).
Расовий склад населення:
| - 99,1 % — білих - 0,3 % — корінних американців - 0,3 % — азіатів |

До двох чи більше рас належало 0,3 %. Частка іспаномовних становила 0,9 % від усіх жителів.
За віковим діапазоном населення розподілялося таким чином: 26,9 % — особи молодші 18 років, 60,0 % — особи у віці 18—64 років, 13,1 % — особи у віці 65 років та старші. Медіана віку мешканця становила 39,6 року. На 100 осіб жіночої статі у місті припадало 95,5 чоловіків;  на 100 жінок у віці від 18 років та старших — 106,5 чоловіків також старших 18 років.
Середній дохід на одне домашнє господарство  становив 50 766 доларів США (медіана — 45 250), а середній дохід на одну сім'ю — 55 805 доларів (медіана — 52 083). Медіана доходів становила 44 500 доларів для чоловіків та 24 125 доларів для жінок. За межею бідності перебувало 6,7 % осіб, у тому числі 10,0 % дітей у віці до 18 років та 10,8 % осіб у віці 65 років та старших.
Цивільне працевлаштоване населення становило 197 осіб. Основні галузі зайнятості: освіта, охорона здоров'я та соціальна допомога — 21,8 %, виробництво — 17,8 %, роздрібна торгівля — 16,2 %.